# Johann Georg Stünkel
Johann Georg Stünkel (geboren vor 1799, gestorben nach 1817) war ein deutscher Hüttenschreiber, der unter anderem für die Eisenhütte in Altenau tätig war sowie Obereisenhütteninspektor und seit 1814 königlich hannöverscher Oberbergrat im Harz. Er war der Bruder von Konrad Heinrich Stünkel und hatte wie dieser als Hüttengehilfe in der Eisenhütte in Rothenhütte bei Elbingerode begonnen. Stünkel bereiste 1799 gemeinsam mit seinem Kollegen Johann Georg Ludolf Blumhof zahlreiche Produktionsstätten und beschrieb in seinen Werken die Harzer Eisenbergwerke und Eisenhütten sowie deren Produktionsmittel und -abläufe. Darunter waren die Eisenwerke in Gittelde, die Lerbacher Hütte, die Altenauer Hütte, die Königshütte bei Bad Lauterberg, die Steinbrennerhütte, die Rothe Hütte oder die Mandelholzer Hütte sowie viele weitere im und um das Harzgebiet. Er besuchte auch Produktionsstätten im Solling, beispielsweise die Uslarsche Hütte oder die Holzmindener Hütte.

## Werke
- J. G. Stünkel d. jüng.: Über den Einfluß des Braunsteins bey Erzeugung des Eisens im Großen. In: Christian August Siegfried Hoffmann (Hrsg.): Neues bergmännisches Journal. Band 3. Craz, Freiberg 1802, S. 443 ff. (books.google.de).
- Johann Georg Ludolph Blumhof, Johann Georg Stünkel: Beobachtungen auf einer Fussreise von der rothen Hütte ins Anhaltische nach Mägdesprung, der Rosstrappe, Thale, und den Blankenburgischen Eisenhütten, besonders in Rücksicht auf Eisenhüttenwerke. Crazischen Buchhandlung, Freiberg 1800 (deutsche-digitale-bibliothek.de).
- Johann Georg Stünkel: Beschreibung der Eisenbergwerke und Eisenhütten am Harz: zum Gebrauch für reisende und zur Durchsicht für nichtreisende Freunde des Berg- und Hüttenwesens. Heinrich Dieterich, Göttingen 1803 (deutsche-digitale-bibliothek.de).